# Schliecksdorf
Schliecksdorf gehört zur Ortschaft Rossau und ist ein Ortsteil der kreisangehörigen Hansestadt Osterburg (Altmark) im Landkreis Stendal in Sachsen-Anhalt.

## Geographie
Schliecksdorf, ein Angerdorf mit Kirche auf dem Anger, liegt nördlich der Biese, etwa fünf Kilometer westlich von Osterburg (Altmark) und nordwestlich von Stendal in der Altmark.
Nachbarorte sind Klein Rossau und Groß Rossau im Westen, Stapel im Nordwesten, Krevese im Norden, Krumke und Zedau im Osten, Billerbeck im Südosten, Storbeck und Flessau im Süden und Rönnebeck im Südwesten.
Westlich des Dorfes befindet sich die Stauanlage Schliecksdorf, welche die Biese in einem eine Kilometer langen Speicher aufstaut.

## Geschichte

### Mittelalter bis Neuzeit
Die erste Erwähnung stammt aus dem Jahre 1287. In der Verleihung eines Zolls an der Biese an einen gewissen Bethmann im Jahre 1287 heißt es in Gladigow, in Rossow, Sclikstorpe, in antiqua civitate, … per aquam Bysen. Im 19. Jahrhundert diskutierten einige Autoren, ob „antiqua civitate“ die Burg Gladigau gewesen wäre oder eine namentlich damals nicht mehr bekannte Stadt, wie Bambissen gewesen sein könnte.
Weitere Erwähnungen sind 1599 zu Schleistorf, 1687 Schlickstorff, 1842 Schlicksdorf. 1804 gab es im Dorf Schliecksdorf unter anderem 5 Ganzbauern, einen Fischer und eine Windmühle.
Bei der Bodenreform wurden 1945 ermittelt: 8 Besitzungen unter 100 Hektar hatten zusammen 253 Hektar, eine Kirchenbesitzung 1 Hektar. Enteignet wurde ein Ackerhof mit 44,2 Hektar, da die Besitzer im benachbarten Storbeck einen weiteren Hof mit 59 Hektar besaßen. Im Jahre 1948 hatten 4 Vollsiedler jeder über 4 Hektar aus der Bodenreform erworben.

### Stauanlage Schliecksdorf
Ende der 1970er und Anfang der 1980er Jahre ist die Biese zwischen den Ortsteilen Schliecksdorf und Rossau auf einer Strecke von etwa zwei Kilometern tiefer gelegt, verbreitert und aufgestaut worden.
So entstand neben der Stauanlage Schliecksdorf 1975 ein Rückhaltespeicher für die landwirtschaftliche Bewässerung des Biesebeckens. Der Speicher ist für einen großen Teil der Tierlebensgemeinschaft der Biese ökologisch nicht durchgängig damit ein nicht überwindbares Wanderhindernis. Er dient auch dem Hochwasserschutz der Stadt Osterburg.
Im Jahre 2012 wurde in einer Machbarkeitstudie der Bau eines naturnahen Umgehungsgerinnes als ökologische Umgehungsmöglichkeit vorgeschlagen.

### Herkunft des Ortsnamens
Ernst Haetge leitet den Ortsnamen ab vom althochdeutschen slich oder mittelhochdeutschen slik, das im niederländischen für Schlamm steht, slicc könnte auch ein Personenname „im Sinne von Hammer“ sein.

### Eingemeindungen
Bis 1807 gehörte das Dorf zum Seehausenschen Kreis der Mark Brandenburg in der Altmark. Danach lag es bis 1810 im Kanton Bretsch auf dem Territorium des napoleonischen Königreichs Westphalen. Ab 1816 gehörte die Gemeinde zum Kreis Osterburg, dem späteren Landkreis Osterburg.
Am 20. Juli 1950 schlossen sich die Gemeinden Schliecksdorf, Groß Rossau (mit dem Wohnplatz Geldberg), Klein Rossau und aus dem Landkreis Osterburg zur Gemeinde Rossau zusammen. Schliecksdorf wurde für lange Zeit der einzige Ortsteil der Gemeinde Rossau. Im Jahre 2008 gehörten zur Gemeinde Rossau die Ortsteile Schliecksdorf und Rossau mit den Wohnplätzen Geldberg, Groß Rossau, Klein Rossau. Nach der Eingemeindung von Rossau nach Osterburg (Altmark) am 1. Juli 2009 kamen die Ortsteile Schliecksdorf und Rossau zur neuen Ortschaft Rossau und zur Stadt Osterburg (Altmark).

### Einwohnerentwicklung
| Jahr | Einwohner |
| ---- | --------- |
| 1734 | 53        |
| 1775 | 46        |
| 1789 | 62        |
| 1798 | 60        |
| 1801 | 75        |
| 1818 | 75        |
| 1840 | 90        |
| 1864 | 94        |

| Jahr | Einwohner |
| ---- | --------- |
| 1871 | 93        |
| 1885 | 74        |
| 1895 | 83        |
| 1900 | [00]78    |
| 1905 | 67        |
| 1910 | [00]63    |
| 1925 | 73        |
| 1936 | [00]75    |

| Jahr | Einwohner |
| ---- | --------- |
| 1939 | 062       |
| 1946 | 107       |
| 2011 | [00]025   |
| 2012 | [00]022   |
| 2018 | [00]020   |
| 2019 | [00]021   |
| 2020 | [00]021   |
| 2021 | [00]021   |

| Jahr | Einwohner |
| ---- | --------- |
| 2022 | [0]21     |
| 2023 | [0]17     |

Quelle, wenn nicht angegeben, bis 1946:

## Religion
Die evangelische Kirchengemeinde Schliecksdorf, die früher zur Pfarrei Krevese gehörte, wird betreut vom Pfarrbereich Gladigau im Kirchenkreis Stendal im Bischofssprengel Magdeburg der Evangelischen Kirche in Mitteldeutschland.
Die ältesten überlieferten Kirchenbücher für Schliecksdorf stammen nach Angaben von Ernst Machholz aus dem Jahre 1801. Ernst Haetge gab 1683 als erstes Jahr der Überlieferung an.
Die katholischen Christen gehören zur Pfarrei St. Anna in Stendal im Dekanat Stendal im Bistum Magdeburg.

## Kultur und Sehenswürdigkeiten
- Die evangelische Dorfkirche Schliecksdorf wurde 1878 nach dem Abbruch der alten Feldsteinkirche als neugotischer Backsteinbau errichtet. Sie besitzt farbige Glasfenster und eine Orgel des Stendaler Orgelbaumeisters Robert Voigt. Die Bronzeglocke der Kirche stammt aus dem Jahre 1713.[26]
- Der Ortskern des Dorfes steht unter Denkmalschutz.[4] Sehenswert sind die Fachwerkinschriften und Inschriftentafeln aus der ersten Hälfte des 19. Jahrhunderts.[10]
- Der Ortsfriedhof ist auf dem Kirchhof.[4]